# ادوین پی. ویلسون
ادوین پاول ویلسون (۳ مه ۱۹۲۸–۱۰ سپتامبر ۲۰۱۲) افسر سابق سازمان سیا و سازمان اطلاعات نیروی دریایی ایالات متحده بود که در سال ۱۹۸۳ به جرم فروش غیرقانونی سلاح به لیبی محکوم شد. بعدها معلوم شد که وزارت دادگستری ایالات متحده آمریکا و سازمان سیا به پنهانکاری مدارک و شواهد در این مورد اقدام کرده بودند. محکومیت ویلسون در سال ۲۰۰۳ لغو شد و او سال بعد آزاد شد.

## اوایل زندگی
ادوین پ. ویلسون در یک خانواده کشاورز فقیر در نامپا آیداهو در سال ۱۹۲۸ متولد شد. او قد بلند با قد ۱۹۵ سانتی، جذاب و مردانه و با قدرت برقراری ارتباطات وسیع بود و ابتدا به عنوان ملوان کشتی‌های تجاری مشغول کار شد. در سال ۱۹۵۳ با مدرک روانشناسی از دانشگاه پورتلند فارغ‌التحصیل شد. همان سال ویلسون به تفنگداران دریایی پیوست و در آخرین روزهای جنگ کره در جنگ شرکت کرد. گفته شده‌است که عملکرد او در زمان خدمت سربازیش چشمگیر بود و هنگامی که در سال ۱۹۵۶ به علت مصدومیت زانو از خدمت نظام کنار گذاشته شد، شروع به کار برای سیا کرد.

## دوران حرفه‌ای در سیا
اولین مسوولیت ویلسون در دفتر امنیت بود که این مسوولیت شامل محافظت از هواپیمای جاسوسی U-2 مستقر در ترکیه می‌شد. در سال ۱۹۶۰ سیا او را برای تحصیلات تکمیلی در زمینه روابط کارگر و کارفرما به دانشگاه کرنل فرستاد. او این تجربه و دانش خود از روانشناسی را در بخش سازمان‌های بین‌المللی سیا (IOD) برای مقابله با کمونیسم در اتحادیه‌های کارگری در سراسر جهان بکار برد. ویلسون در تلاش برای بی‌ثبات کردن اتحادیه‌های کارگری اروپا، از روش‌های مختلف، به عنوان نمونه، گانگسترهای کرسی و آفت سوسک، استفاده کرد.
با ارزش‌ترین اقدام ویلسون برای سیا در بخش عملیات ویژه (SOD)، راه اندازی شرکتهای صوری مانند مریتایم کانسلاتینگ اسوشیتز (شرکت همکاران مشاور دریایی) (۱۹۶۴) و کانسالتانتز اینترنشنال (۱۹۶۵) بود که برای حمل و نقل مخفیانه در سراسر جهان مورد استفاده قرار گرفتند. به عنوان مثال: محموله‌هایی شامل قایق‌های تکه‌تکه که به آفریقای مرکزی فرستاده شدند و در سواحل دریاچه تانگانیکا جوشکاری شده و برای رهگیری مرسولات اسلحه شوروی به شورشیان کنگو که از روی دریاچه عبور می‌کردند استفاده شدند؛ اسلحه به آنگولا؛ تجهیزات کنترل تظاهرات به شیلی، برزیل و ونزوئلا؛ انواع تجهیزات جمع‌آوری اطلاعات در ایران؛ تجهیزات برای یک گروه افسران مخالف در حال برنامه‌ریزی یک کودتا در اندونزی؛ و بارج به ویتنام، محموله‌های این شرکت‌ها بودند. به عنوان مدیر این شرکتها، که در ظاهر کسب و کارهای مشروع بودند، ویلسون توانست به عنوان یک پیمانکار و نه کارمند، مقدار زیادی پول جمع کند، که با این پول‌ها او در زمینه املاک در سراسر جهان شروع به سرمایه‌گذاری کرد. همکاری با سیا در سال ۱۹۷۱ پس از ۱۵ سال، در اثر حوادثی که مورد مناقشه‌اند، به پایان رسید؛ البته با این حال او موفق به دریافت یک سال حقوق و مالکیت برخی از شرکت‌های صوری شد.

## زندگی حرفه‌ای در دفتر اطلاعات نیروی دریایی
در سال ۱۹۷۱ با اطلاع و اجازه سازمان سیا، ویلسون به دفتر اطلاعات نیروی دریایی (ONI) منتقل شد که در آنجا به صورت تمام وقت در یک واحد سری به نام گروه پشتیبانی عملیات نیروی دریایی (NFOSG)، مشهور به تسک فورس ۱۵۷ شروع به کار کرد. تمرکز این گروه از آغازش در سال ۱۹۶۶ تا خاتمه اش در سال ۱۹۷۷ بر دستیابی به اطلاعات در زمینه فعالیت‌های دریایی اتحاد جماهیر شوروی بود. در عمل این واحد گسترده‌تر عمل می‌کرد و به عنوان «تنها شبکه عوامل مخفی ارتش ایالات متحده در خارج از کشور در پوشش فعالیت‌های تجاری و حرفه‌ای» درآمد.
در این زمان ویلسون با راه اندازی یک شرکت صوری دیگر به نام ورلد مارین اینکورپریشن، در زمینه تدارکات فعالیت می‌کند. ویلسون در سال ۱۹۷۶، از ONI، به دنبال مسائلی که مورد مناقشه‌اند، بازنشسته شد. بعد از یک تغییر در فرماندهان، ویلسون به دریاسالار بابی اینمن، مدیر اطلاعات نیروی دریایی پیشنهاد می‌کند که اگر او ویلسون را رئیس تسک فورس ۱۵۷ کند، ویلسون می‌تواند از نفوذش در کنگره استفاده کند تا مشکل بودجه دفتر اطلاعات نیروی دریایی را حل کند. اینمن از این پیشنهاد خشمگین می‌شود و دستور تعطیلی تسک فورس ۱۵۷ را صادر می‌کند و ویلسون را به اف‌بی‌آی گزارش می‌کند. منابع دیگر، مسایل دیگری را مطرح می‌کنند.
ویلسون به مدیریت کسب و کارهایی که زیر نظر سیا ساخته بود ادامه می‌دهد، که بزرگترینشان، کانسالتانتز اینترنشنال بود. بنا به گزارش‌ها، او قادر به جمع‌آوری ثروتی بیش از ۲۰ میلیون دلار از این کسب و کارها می‌شود. همچنین او به ارائه خدمات ترابری مخفیانه به سیا، پس از بازنشستگی رسمیش ادامه می‌دهد.

## جنجال ارسال تسلیحات به لیبی
در دهه ۱۹۷۰، او شروع به معامله با لیبی کرد. به ادعای ویلسون، یک مأمور بلندپایه سیا به نام تئودور شاکلی از او خواست تا به لیبی برود و تروریست معروف، کارلوس (مشهور به شغال) را که در لیبی زندگی می‌کرد، زیر نظر داشته باشد. در این زمان، تحریم‌های سختگیرانه‌ای علیه لیبی برقرار بود و این کشور حاضر بود مبالغ کلانی را برای تسلیحات و مواد پرداخت کند. ویلسون شروع به معاملات پیچیده‌ای با لیبی کرد و تسلیحات و یونیفورم‌های نظامی به لیبی قاچاق شدند. او همچنین به استخدام بازنشستگان نیروهای ویژه (ارتش ایالات متحده آمریکا) که در جنگ ویتنام آبدیده شده بودند پرداخت تا در لیبی به آموزش ارتش و قوای اطلاعاتی این کشور بپردازند. لیبیایی‌ها از امکانات فراهم شده توسط ویلسون استفاده کردند تا برنامه‌های خود در سراسر جهان را پیاده کنند، از جمله آموزش‌هایی در زمینه ساخت وسایل انفجاری درون دستگاه رادیو. یک گروه آموزش یافته توسط ویلسون، جبهه خلق برای آزادی فلسطین – فرماندهی کل، به رهبری احمد جبریل بود. جبریل مشکوک به هدایت بمبگذاری در پرواز شماره ۱۰۳ پان‌ام بود که در ۱۹۸۸ در لاکربی اسکاتلند منفجر شد. در سال ۱۹۷۹، اسلحه‌ای که ویلسون ترتیب انتقالش را به سفارت لیبی در بن داده بود، در ترور یکی از مخالفان مهم دولت لیبی استفاده شد. سال بعد، یکی دیگر از نیروهای ویژه، مخالف مهم دیگری را در کلرادو ترور کرد. ویلسون ادعا می‌کند که از این موارد اطلاع نداشته و از آن‌ها ابراز تاسف می‌کند. او همچنین ادعا می‌کند که او همچنان برای سیا کار می‌کرده و تأمین تسلیحات برای لیبی به منظور نزدیکی با دولت لیبی به منظور کسب اطلاعات حساس بوده‌است.
از جمله، دسترسی به اطلاعاتی در زمینه برنامه هسته‌ای لیبی.
یک معامله بسیار قابل توجه، که نظر مقامات دولت آمریکا را به ویلسون جلب کرد، تأمین حدود ۲۰ تن ماده منفجره نظامی سی۴ بود. این حجم، معادل تولید داخلی یک سال ایالات متحده بود. بسیاری از عوامل ویلسون فکر می‌کردند که همچنان برای سیا کار می‌کنند و شبکه بزرگی در داخل ایالات متحده از این اقدامات ویلسون حمایت می‌کرد. این مواد منفجره را شرکتی در کالیفرنیا آماده کرده و در بشکه‌های گل مخصوص حفاری چاه‌های نفت مخفی کرده بود. این مواد منفجره احتمالاً توسط یک هواپیمای اجاره‌ای به لیبی منتقل شده‌اند.
جنجال دیگر زمانی به وجود آمد که آشکار شد که شرکتی که او برای انتقال کمک‌های نظامی ایالات متحده به مصر ترتیب داده بود، مبلغ ۸ میلیون دلار اضافه بر نرخ رایج از وزارت دفاع دریافت کرده‌است.
در تابستان ۱۹۸۴، الیور نورث به یکی از همکاران ویلسون برای کمک به خرید اسلحه برای کنتراها، یک گروه شورشی که در تلاش برای سرنگونی دولت چپ‌گرای ساندینیستهای نیکاراگوا بود، مراجعه کرد.

### تحقیقات جنایی و مجرم شناخته شدن
پس از تحقیقات مفصل اداره الکل، دخانیات و تسلیحات گرم (که در آن زمان جزئی از وزارت خزانه داری آمریکا بود)، وزارت دادگستری آمریکا ویلسون را به اتهام تخلفات در زمینه تسلیحات گرم و مواد منفجره متهم شناخت. البته در آن زمان ویلسون در لیبی به سر می‌برد و دولت نمی‌توانست اخراج او از لیبی را بخواهد. ویلسون از زندگی در لیبی راضی نبود، زیرا لیبیایی‌ها به او مشکوک بودند و او از جان خود بیمناک بود. کارآگاهان از این موضوع آگاه بودند و یک مرد حیله‌گر با ارتباطات قبلی با سیا به نام ارنست کیسر به سراغ ویلسون فرستادند که او را متقاعد کرد که او در جمهوری دومینیکن امن خواهد بود. او با هواپیما به آنجا رفت اما به محض رسیدن، دستگیر شد و به نیویورک فرستاده شد.
چهار دادگاه برای او تشکیل شد. او از اتهام اجاره کردن گروهی از کوبایی‌ها برای ترور یک ناراضی لیبیایی تبرئه شد، اما در مورد اتهام‌های صادرات اسلحه، شامل اسلحه‌ای که در ترور بن استفاده شده بود، و صادرات و ترابری مواد منفجره مجرم شناخته شد و به تحمل ۱۵ سال حبس به خاطر جرم اول و ۱۷ سال به خاطر جرم دوم محکوم شد. گفته می‌شود که وی در دورانی که او در زندان منتظر برگزاری دادگاه‌ها بود، تلاش کرده بود که یک زندانی را برای قتل کارآگاهان فدرال استخدام کند، اما زندانی فوق به مسوولان مراجعه کرده بود، پس از این اتفاق، مسوولان زندان، یک مأمور مخفی را به سراغ ویلسون فرستادند و مکالمات او در تلاش برای استخدام مأمور مخفی برای قتل کارآگاهان، شش شاهد و همسر سابقش را ضبط کردند. در دادگاهی که در پی این حادثه برقرار شد، او به ۲۴ سال زندان اضافه به علت تلاش به قتل محکوم شد، اما عده‌ای تعلق صدای ضبط شده به ویلسون را زیر سؤال برده‌اند.

### دفاع حقوقی
دفاع ویلسون در زمینه اتهامات کمک به لیبی این بود که او این کارها را به درخواست سیا انجام داده‌است. سیا به وزارت دادگستری یک اعلامیه داد که اظهار می‌کرد ویلسون پس از بازنشستگیش به صورت مستقیم یا غیر مستقیم در استخدام سیا نبوده‌است. سیا سپس از دادستان خواست که از این اعلامیه در دادگاه استفاده نکند، اما دادستان از این اعلامیه در دادگاه استفاده کرد.
در دوره حبس، ویلسون به شدت برای اثبات بی گناهیش تلاش کرد و چندین درخواست به پشتوانه قانون آزادی دسترسی به اطلاعات به دولت تسلیم کرد. درنهایت، او به اطلاعات مربوط به اعلامیه سیا دسترسی پیدا کرد و یک وکیل جدید استخدام کرد. وکیل جدید او، دیوید آدلر، یک مأمور سابق سیا بود و اجازه داشت که مطالب سری سیا را بخواند. آدلر هزاران ساعت صرف مطالعه پرونده‌های مربوط به ویلسون کرد و در نهایت توانست ۸۰ نمونه از مواردی را که ویلسون به صورت حرفه‌ای با مأموران سیا ملاقات کرده بود بیابد که ثابت می‌کرد سیا پس از بازنشستگی ویلسون، از او استفاده کرده‌است. در سال ۲۰۰۳، او از جرم حمل مواد منفجره به لیبی تبرئه شد، زیرا به عقیده قاضی، دولت آمریکا در مورد رابطه ویلسون با سیا دروغ گفته بود و نه تنها ویلسون با سیا رابطه داشت، بلکه این روابط تقریباً به موازات مواردی بود که او به اتهام آن‌ها محکوم شده بود. ویلسون یک سال بعد، پس از تحمل ۲۲ سال زندان، آزاد شد.

### دادخواست مدنی
ویلسون یک دادخواست مدنی علیه ۷ دادستان سابق که دوتای آن‌ها در آن زمان قاضی فدرال شده بودند، و یک مدیر سابق سیا به ثبت رساند. در ۲۹ مارس ۲۰۰۷، یک قاضی این دادخواست ویلسون را قابل پیگیری ندانست، زیرا تمام افراد مورد شکایت از مصونیت قضایی به خاطر اقداماتشان برخوردار بودند.